# Fernandão
Fernandão, właśc. Fernando Lúcio da Costa (ur. 18 marca 1978 w Goiânii, zm. 7 czerwca 2014 w Aruanii) – brazylijski piłkarz grający na pozycji napastnika.

## Kariera klubowa
Fernandão jest wychowankiem Goiás EC, w której rozpoczął karierę w 1995 roku. W Goiás zadebiutował w lidze brazylijskiej 12 lipca 1997 w zremisowanym 0–0 meczu z Botafogo FR. Z Goiás pięciokrotnie z rzędu zdobył mistrzostwo stanu Goiás – Campeonato Goiano w latach 1996–2000. W 1998 roku spadł z Goiás do Série B. W 2001 roku przeszedł do francuskiego Olympique Marsylia. Przez pierwsze dwa sezony Fernandão był podstawowym zawodnikiem Olympique, choć w lidze francuskiej zdobył tylko 6 bramek. W trakcie sezonie 2003/2004 został wypożyczony do Toulouse FC.
W połowie 2004 powrócił do Brazylii i został zawodnikiem SC Internacional, w którym spędził cztery lata. Z Internacionalem zdobył Copa Libertadores 2006, Klubowe Mistrzostwo Świata 2006 oraz dwukrotnie mistrzostwo stanu Rio Grande do Sul – Campeonato Gaúcho w 2005 i 2008 roku. W połowie 2008 roku został zawodnikiem katarskiego Al-Gharafa. W latach 2009–2010 występował w macierzystym Goiás EC, w latach 2010–2011 był zawodnikiem São Paulo FC.
Pracował jako komentator piłkarski w stacji SporTV

## Kariera reprezentacyjna
W reprezentacji Brazylii Fernandão zadebiutował 27 kwietnia 2005 roku w wygranym 3-0 towarzyskim meczu z reprezentacją Gwatemali, zastępując w 46 minucie meczu Carlosa Alberto.

## Kariera trenerska
Od 20 lipca do 20 listopada 2012 roku był szkoleniowcem Internacionalu. W 26 ligowych meczach zanotował 9 zwycięstw, 8 remisów i 9 porażek.

## Osiągnięcia

### Goiás
- Copa Centro-Oeste: 2000, 2001
- Campeonato Goiano: 1996, 1997, 1998, 1999, 2000

### Internacional
- Campeonato Gaúcho: 2005, 2008
- Copa Libertadores: 2006
- Klubowy mistrz świata: 2006
- Recopa Sudamericana: 2007
- Dubai Cup: 2008

## Statystyki klubowe
| Sezon     | Klub                       | Mecze | Bramki | Rozgrywki             |
| --------- | -------------------------- | ----- | ------ | --------------------- |
| 1996      | Goiás EC                   | 0     | 0      | Campeonato Brasileiro |
| 1997      | Goiás EC                   | 6     | 1      | Campeonato Brasileiro |
| 1998      | Goiás EC                   | 22    | 5      | Campeonato Brasileiro |
| 1999      | Goiás EC                   | 28    | 11     | Série B               |
| 2000      | Goiás EC                   | 11    | 0      | Campeonato Brasileiro |
| 2001      | Goiás EC                   | 0     | 0      | Campeonato Brasileiro |
| 2001/2002 | Olympique Marsylia         | 26    | 3      | Première Division     |
| 2002/2003 | Olympique Marsylia         | 24    | 3      | Ligue 1               |
| 2003/2004 | Olympique Marsylia         | 11    | 0      | Ligue 1               |
| 2003/2004 | Toulouse FC                | 16    | 3      | Ligue 1               |
| 2004      | Internacional Porto Alegre | 25    | 13     | Campeonato Brasileiro |
| 2005      | Internacional Porto Alegre | 36    | 13     | Campeonato Brasileiro |
| 2006      | Internacional Porto Alegre | 21    | 8      | Campeonato Brasileiro |
| 2007      | Internacional Porto Alegre | 16    | 8      | Campeonato Brasileiro |
| 2008      | Internacional Porto Alegre | 2     | 0      | Campeonato Brasileiro |
| 2008/2009 | Al-Gharafa                 | 25    | 10     | Q-League              |
| 2009      | Goiás EC                   | 14    | 4      | Campeonato Brasileiro |
| 2010      | São Paulo FC               | 26    | 8      | Campeonato Brasileiro |
| Łącznie   | Łącznie                    | 321   | 90     |                       |

## Śmierć
W nocy 7 czerwca 2014 roku Fernandão zginął wraz z 4 innymi osobami w katastrofie helikoptera na trasie ze swojego domu w Aruanii do Goiânii.